# Pontaralia beklemishevi
Pontaralia beklemishevi är en plattmaskart som beskrevs av Mack-Fira 1968. Pontaralia beklemishevi ingår i släktet Pontaralia och familjen Koinocystididae. Inga underarter finns listade i Catalogue of Life.